# Eilema debilis
Eilema debilis là một loài bướm đêm thuộc phân họ Arctiinae, họ Erebidae.